# Manitoba
Manitoba er en canadisk provins beliggende centralt i Canada og grænsende op til USA i syd. Vigtige byer er blandt andre hovedstaden Winnipeg, og Churchill (en) ved Hudsonbugten. 
Manitoba har ca. 1.150.000 (2001) indbyggere, dækker 647.797 km² og er således den sjettestørste af de ti provinser. Premierministeren er den Ny Demokratiske Gary Doer. Manitoba blev en provins i 1870. Økonomien har traditionelt været baseret på landbrug.